# Guido Lopez
Guido Lopez Nunes (Milano, 2 gennaio 1924 – Milano, 3 dicembre 2010) è stato uno scrittore e giornalista italiano.

## Biografia
Figlio di Sisa Tabet e Sabatino Lopez, appartenente a famiglia ebraica, all'anagrafe è Lopez Nunes.  Esordisce nel 1948 con il romanzo autobiografico Il Campo, premio Bagutta opera prima. Il testo narra le vicende della rocambolesca fuga in Svizzera per sfuggire alle persecuzioni razziali e della successiva vita nei campi profughi, fino alla liberazione dell'Italia nel 1945.
Nel 1953 esce La prove del nove, secondo ed ultimo romanzo. Nel 1957 termina il suo rapporto con la casa editrice Arnoldo Mondadori dove occupava il ruolo di capo ufficio stampa e dove ebbe l'opportunità di incontrare i principali autori del dopoguerra, da Elio Vittorini a Georges Simenon, da Ernest Hemingway a William Faulkner, da Marino Moretti a Italo Calvino. Di quegli incontri pubblica nel 1972 un testo di memorie I verdi, i viola, gli arancioni.
Fondamentale è la scoperta e l'esplorazione di Milano. Stimolato dal fotografo Piero Castellenghi, percorre vicoli e cortili spinto dalla curiosità di un giornalista, con il puntiglio di uno storico. Nel 1965 esce Milano in mano, giunto nel 2015 alla diciottesima edizione, aggiornata dal figlio Fabio.
La ricerca delle radici della propria città lo porta ad esplorare lo scenario della storia milanese sotto il dominio delle dinastie dei Visconti e degli Sforza. Riscopre e valorizza la vicenda delle nozze fra Ludovico il Moro e Beatrice d'Este, raccontate in forma epica da Tristano Calco, e descritte in dettaglio da Jacopo Trotti, ambasciatore del duca d'Este curando il volume Festa di nozze per Ludovico il Moro (De Carlo, 1976). Da allora, inizia a produrre testi storici e narrativi legati alle vicende rinascimentali, attorno a Ludovico e al suo più famoso collaboratore, Leonardo da Vinci. Escono: da Mursia La roba e la libertà (1982); da Camunia Moro! Moro! (1992); da Newton & Compton I Signori di Milano (2003); Storia e storie di Milano (2005); nel 2012 Breve storia di Milano.
Per Partipilo e Celip scrive i testi per i volumi fotografici della città realizzati da vari fotografi, da Mario De Biasi a Fulvio Roiter, sui cortili, le chiese, lo stile liberty, i Navigli.
Collaborò a la Repubblica e il Giorno, scrivendo corsivi concernenti la metropoli lombarda. Ha ricevuto l'Ambrogino d'oro del Comune di Milano e la Medaglia di riconoscenza della Provincia Di Milano.
È stato presidente dal 1971 al 2002 dell'Università Popolare di Milano (fondata nel 1901).
Nel 2013 il Ministero per i Beni Ambientali Culturali e Turismo ha riconosciuto l'interesse nazionale del suo archivio. L'epistolario è stato conferito e catalogato presso la Fondazione Arnoldo e Alberto Mondadori con sede a Milano.

## Opere
- Il Campo, Milano, Mondadori, 1948.
- La prova del nove, Milano, Mondadori, 1953.
- G. Lopez-Silvestro Severgnini, Milano in mano, Milano, Mursia, 1965. - Ed. aggiornata a cura di Fabio Lopez, Mursia, 2015-2018.
- I verdi, i viola, gli arancioni, Milano, Mondadori, 1972.
- G. Lopez-Folco Quilici, Lombardia, Silvana Editoriale, 1979.
- La roba e la libertà. Leonardo nella Milano di Ludovico il Moro, Milano, Mursia, 1982.
- Milano si sbozzola 1881-1906, Milano, Campi, 1988.
- G. Lopez-Mario De Biasi, Chiese di Milano, CELIP, 1991.
- Cortili di Milano, a cura di R. Cordani, CELIP, 1991.
- Moro! Moro! storie del Ducato Sforzesco, Camunia, 1992.
- I negozi del Cordusio, a cura di Valentino De Carlo, con uno scritto di Luca Beltrami, Milano, Scheiwiller, 1993.
- Milano. I Navigli di Fulvio, CELIP, 1994.
- In Liberty. Milano e Lombardia, a cura di R. Cordani, CELIP, 1999.
- G. Lopez-Mario De Biasi, Chiese di Milano, CELIP, 2000.
- I Signori di Milano. Dai Visconti agli Sforza. Storie e segreti, Roma, Newton Compton, 2003.
- Storia e storie di Milano, Roma, Newton Compton, 2005.
- Breve storia di Milano, Milano, Mursia, 2012.
- Grandi e piccole storie su Milano che non ti hanno mai raccontato, a cura di Fabio Lopez, Roma, Newton Compton, 2017.

### Curatele
- Festa di Nozze per Ludovico il Moro. Nelle testimonianze di Tristano Calco, Giacomo Trotti, Isabella d'Este, Beatrice de' Contrari, Gian Galeazzo Sforza, e altri, De Carlo Editore, 1976. - Milano, Mursia, 2008.
- Sholem Aleichem, Racconti della Shtetl, Milano, Bompiani, 1982.